# Берёзова, Светлана Николаевна
Светлана Николаевна Берёзова (24 сентября 1932[…], Каунас — 10 ноября 1998[…], Лондон) — британская артистка балета. Более двадцати лет была прима-балериной лондонского Королевского балета.

## Биография
Родилась в Каунасе в 1932 году. Её отцом был танцовщик и балетмейстер Николай Берёзов. В 1935 году Николай Берёзов присоединился к балетной труппе Монте-Карло и перевёз туда жену и дочь. В 1936 году семья жила в Лондоне, после чего Светлана поселилась с матерью в Париже. Затем в 1940 году она приехала с родителями в США, где училась балету в школе А. И. Вильтзака и Л. Ф. Шоллар, а также у своего отца.
Дебют Светланы состоялся в 1941 году (по другим источникам — в 1947 году) в партии Клары-девочки («Щелкунчик», с труппой «Оттава балле»). С 1947 года входила в состав труппы
«Балле рюс де Монте-Карло». В 1948—1949 годах Светлана Берёзова была солисткой лондонской труппы «Метрополитен-балле», где стала первой исполнительницей ведущих партий в таких балетах, как «Узор струн» и «Девушка с розой» (на музыку Чайковского). Позднее, в 1952 году, она присоединилась к балетной труппе театра Сэдлерс-Уэллс (ныне Королевский балет), где в 1955 году стала прима-балериной. В 1961 году Светлана Берёзова побывала в СССР с труппой Королевского балета Великобритании.
В числе наиболее выдающихся работ танцовщицы — партия Сванильды в «Коппелии», позволившая Светлане продемонстрировать её комедийный талант, и партия Каприччиозы в «Даме и шуте» на музыку Верди в постановке Джона Кранко. Кроме того, Берёзова была первой исполнительницей таких партий, как принцесса Прекрасная роза («Принц пагод», балетмейстер Дж. Кранко), Антигона («Антигона» Теодоракиса, балетмейстер тот же), Персефоны («Персефона» Стравинского, балетмейстер Ф. Аштон), Жены композитора («Загадочные вариации» Элгара, балетмейстер тот же) и др. Она также исполняла классические партии Одетты-Одиллии в «Лебедином озере» и Авроры в «Спящей красавице», а её трактовка партии Жизели в одноимённом балете считалась одной из лучших в истории балета. Критики отмечали её строгий и элегантный стиль исполнения, а также незаурядную технику.
В 1975 году Светлана Берёзова ушла со сцены, однако занималась преподавательской деятельностью.
Скончалась в 1998 году в Лондоне, похоронена в Цюрихе на кладбище Энценбюль.